# Менай
Менай (валл. Afon Menai — «річка Менай», англ. Menai Strait) — вузька мілковода протока в Уельсі, що відділяє острів Англсі від основної частини Уельсу. Довжина 25 км.
Через протоку у північній її частині прокладено 2 мости — Менайський підвісний міст (1826) та міст «Британія» (1850).

## Геологія та геоморфологія
Гірські породи, що утворюють берег протоки, мають вік близько 600 мільйонів років. Геологія берегів є складною і включає гірські породи з докембрійського комплексу Мона (англ. Pre-Cambrian Mona Complex), камбрійського пісковика, ордовицьких та силурійських сланців, осадових відкладів вуглецю, палеозойських магматичних проникнень та пізніх порід морського алювію. Дно Менайської протоки приблизно на 85 % складається з різних неконсолідованих родовищ. Це переважно четвертинні відкладення з рядом пізніших пісків, грязей, гальки та валунів.
Наприкінці останнього льодовикового періоду Менайська протока лежала під точкою зустрічі льоду північного Уельсу та льоду з півночі (Ірландський морський лід). У результаті цього протока формувалася під дією як льоду, що сходив, так і дією талої води, що стікала. З підвищенням рівня моря в кінці цього періоду Менайська протока була затоплена і були сформовані такі особливості, як ріг Абер-Менай.

## Виноски
1. 1 2 3  A. Young. The Menai Strait - a proposed marine nature reserve. www.glaucus.org.uk. British Marine Life Study Society. Архів оригіналу за 12 травня 2021. Процитовано 6 березня 2020. (англ.)
2. ↑   Anglesey. // D. Barnes. The companion guide to Wales. 2005. P. 316. ISBN 1 900639 43 2 (англ.)